# Andreas Schmitten
Andreas Schmitten (* 1980 in Mönchengladbach) ist ein deutscher Bildhauer und Zeichner.

## Leben
Andreas Schmitten studierte Philosophie und Kunstgeschichte an der Heinrich-Heine-Universität Düsseldorf und Bildhauerei bei Hubert Kiecol und Georg Herold an der Kunstakademie Düsseldorf. Er verbrachte mehrere Jahre in den USA.

## Werk

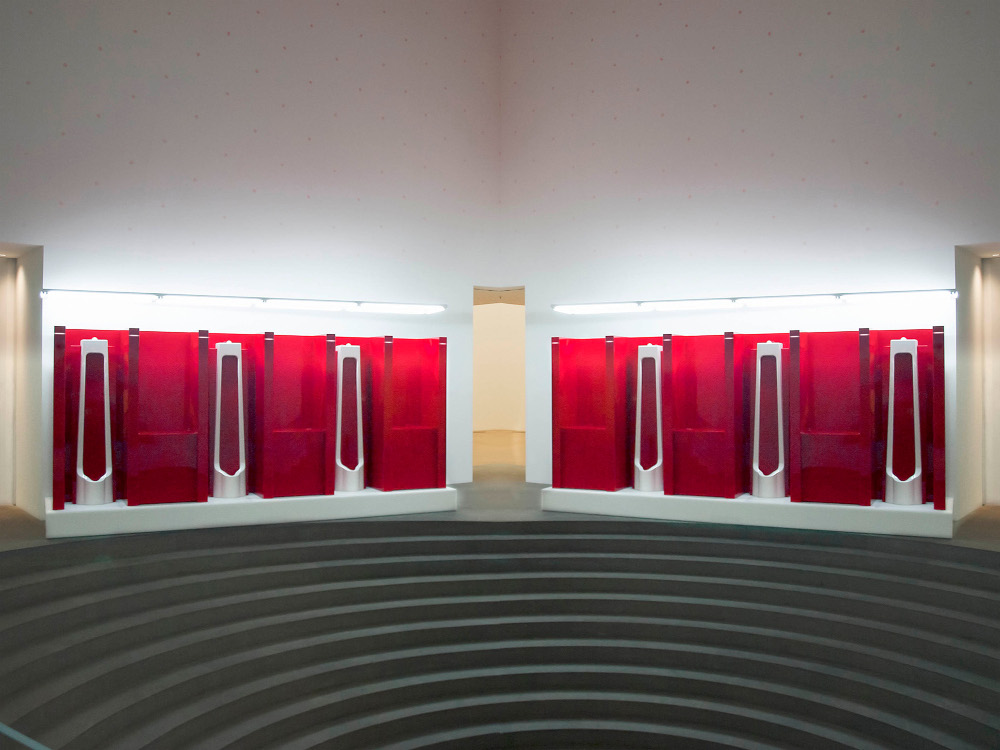
Requisite in Weiß und Rot. Das Treppenhaus im Museum (Kunstmuseum Bonn 2012)

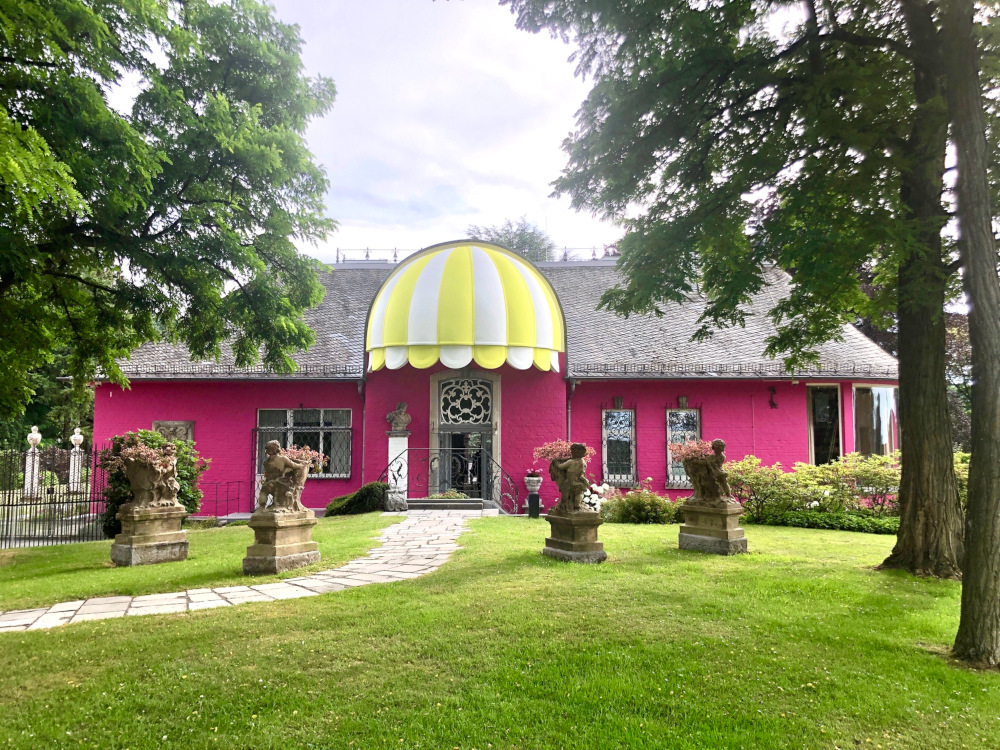
Vor Ort (Peter und Irene Ludwig Stiftung, Stiftungssitz, Aachen 2022)

Bekannt ist Schmitten für komplexe, „raumgreifende“ Installationen „aus einer Synthese von inhaltlicher Kraft, opulenter Ästhetik und formalem Reiz“.
In der Planungsphase seiner Kunstwerke beschäftigt Schmitten sich mit Fragen über die Menschen und die Orte mit ihrer jeweiligen Geschichte, den scheinbar banalen, funktionalen Objekten, die er schafft, und den kulturellen Strukturen, die sich aus seinem Handeln ergeben. Bei seinen multidisziplinären Kunstwerken handelt es sich „um frei stehende Skulpturen, um skulptural bespielte Vitrinen, die als ‚gebaute Bilder‘ beschrieben wurden, an der Wand oder im Raum, um Modelle, um Installationen sowie um Zeichnungen und Bildergeschichten.“ Schmitten nimmt in seinen Werken Anleihen von Objekten aus Religion, Theater und Warenwelt. Für die Realisierung setzt er schon seit der Studienzeit verschiedene, aber für jedes Werk charakteristische, unverwechselbare Materialien ein: Holz, Stoffe, Nadeln, Garne, verschiedenste Kunststoffe, Metalle, Leuchtstoffröhren oder LEDs, Acryllack, Bunt- und Pigmentstifte sowie Papier und Pappe. Allen seinen Kunstwerken gemein ist eine technisch perfekte Ausführung, oft eine auffällige, aber ansprechende Farbigkeit, eine makellos glatte, reflektierende Oberfläche sowie elegant gerundete Formen, die sich auf Art déco oder Modernismus zu beziehen scheinen und eine Wiedererkenn- oder Interpretierbarkeit suggerieren. Hierzu schrieb der Kunstverein Bremerhaven: „Doch trotz dieser Klarheit, trotz der freundlichen Farbigkeit und der makellosen Ausführung stellt sich nicht selten eine Melange aus Faszination und Befremden ein. Denn der schöne Anschein kontrastiert mit paradoxen, skurrilen Geschichten, mit Verfall und Vergänglichkeit oder einer geradezu kühlen, abweisenden formalen Konsequenz.“
Für das Treppenhaus im Kunstmuseum Bonn entwarf Schmitten 2012 die Installation Requisite in Weiß und Rot. Das Treppenhaus im Museum. Die Bezüge zum Film und zum Körpergefühl der Betrachter in der komplexen Form des Treppenhauses wurden mit dem Kunstpreis „Start des Kunstmuseums“ gewürdigt.
2013 bekam Schmitten von der Direktorin der Kunstsammlung Nordrhein-Westfalen, Marion Ackermann, den Auftrag, den Vortragssaal und den Barbereich im Schmela-Haus neu zu gestalten. Um in dem Bau des Architekten Aldo van Eyck eine neue Atmosphäre zu schaffen, entstanden farbenfrohe Bereiche im Stil der 1950er-Jahre, für die Schmitten Möbel, Beleuchtung, Armaturen und Dekorelemente entwarf und teilweise eigenhändig fertigte.
Anlässlich des 25-jährigen Jubiläums der Peter und Irene Ludwig Stiftung durfte Schmitten das ehemalige Wohnhaus des Ehepaars Ludwig in Aachen (heute: Sitz der Stiftung) „rekonfigurieren“: Nachdem er sich mit der Geschichte des Hauses und seiner Bewohner auseinandergesetzt hatte, gab er der Fassade des Gebäudes einen knalligen Magenta-Anstrich und installierte bunte Baldachine und Markisen, sodass es an eine Hollywoodvilla erinnerte.
Andreas Schmitten erhielt für sein Werk mehrere Auszeichnungen und Preise, unter anderem den Kunstpreis „Start des Kunstmuseums Bonn“ (2012), den Förderpreis der Sparkassen-Kulturstiftung Rheinland (2013) und den Falkenrot-Preis, Künstlerhaus Bethanien, Berlin (2017). Seit 2022 ist Andreas Schmitten Mitglied der Nordrhein-Westfälischen Akademie der Wissenschaften und Künste.

## Öffentliche Sammlungen
- Kunstmuseum Bonn
- Kunstpalast, Düsseldorf

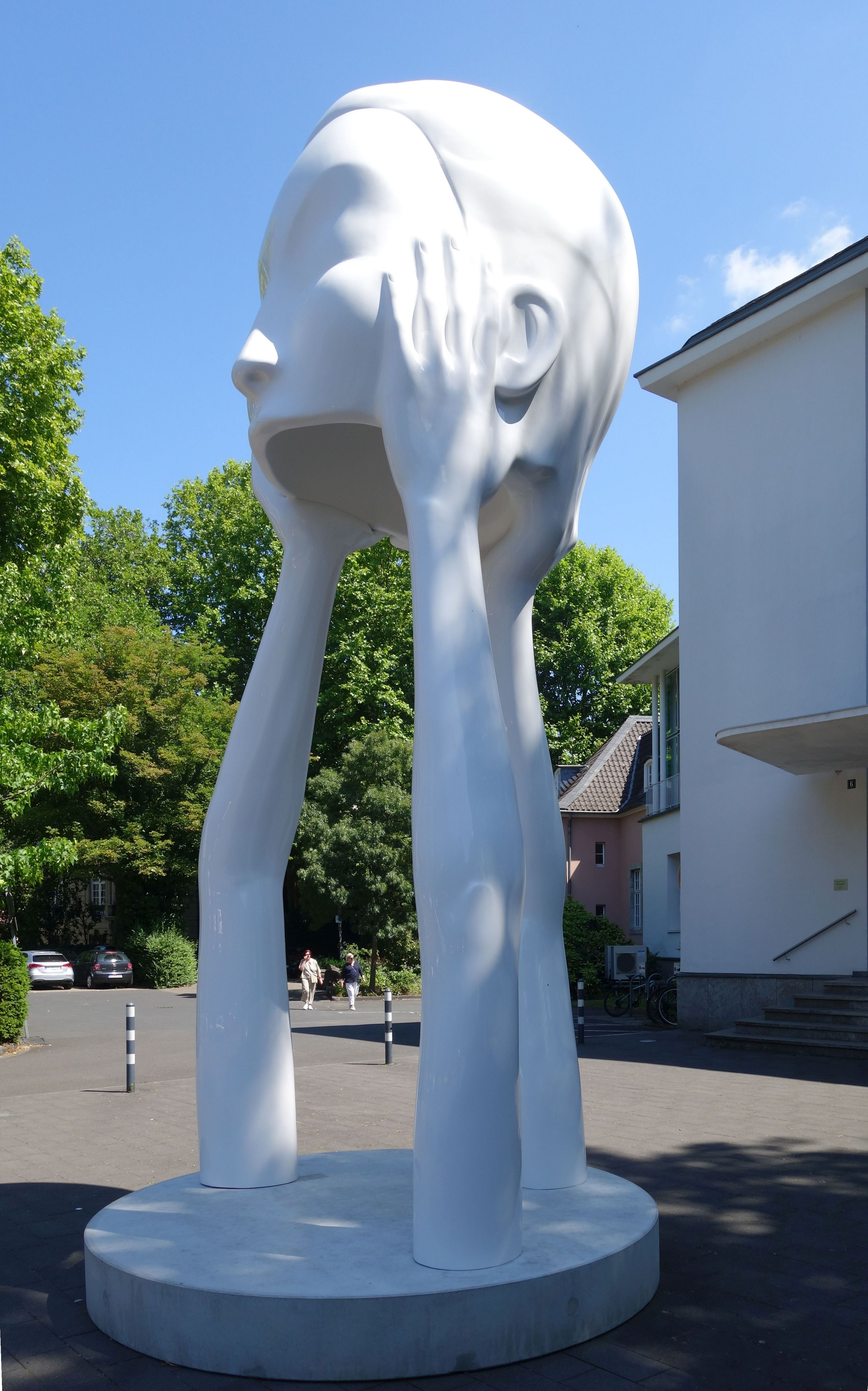
„Immaterielles“, vor dem Düsseldorfer Malkasten (2025, Bronze, Lack)

- Kunstsammlung Nordrhein-Westfalen, Düsseldorf[14]
- Kunstsammlung der Deutschen Bundesbank, Frankfurt am Main
- Museum Kurhaus Kleve
- Cragg Foundation, Wuppertal
- Sifang Art Museum, Nanjing, China
- Collection of The Perimeter, London, England

## Einzelausstellungen (Auswahl)
- 2012: Kunstpreis Start, Kunstmuseum Bonn
- 2013: Ein Set für das Schmela Haus. Bar und Saal., Kunstsammlung NRW, Düsseldorf[15]
- 2014: Graf-Adolf-Straße, Linn Lühn, Düsseldorf[16]
- 2016: Andreas Schmitten, König Galerie, Berlin[17][18]
- 2016: Heiliges, Anleitungen und Passstücke, Schönewald, Düsseldorf
- 2017: Falkenrot Preis 2017, Künstlerhaus Bethanien, Berlin[19]
- 2018: Andreas Schmitten, Museum Kurhaus Kleve[20][3]
- 2018: König Galerie, London[21]
- 2019: Stehend im Raum, Kunstverein Bremerhaven[4][22]
- 2019: Andreas Schmitten, Philara – Sammlung zeitgenössischer Kunst, Düsseldorf[23]
- 2019: Nothing New, Kunstpalais Erlangen, Erlangen[24][25]
- 2021: Sesshaft, König Galerie, Berlin[26][27]
- 2022: Skulpturen, Skulpturenpark Waldfrieden, Wuppertal[28]
- 2022: Einst, den Anderen..., Schönewald, Düsseldorf[29]
- 2022: Vor Ort, Peter und Irene Ludwig Stiftung, Aachen
- 2023: Andreas Schmitten. Vitrinen, G2 Kunsthalle, Leipzig[30]
- 2023: Andreas Schmitten. Zeichnungen, Künstlerverein Malkasten, Jacobihaus, Düsseldorf[31]

## Publikationen
- Bodies. Künstlerhaus Bethanien (Berlin), Andreas Schmitten (Neuss), König Galerie (Berlin), Schönewald (Düsseldorf) and Koenig Books (London), 2017.
- Chimera Electrified. König Galerie (Berlin), Schönewald und Beuse (Düsseldorf), Koenig Books (London), 2017.
- Nothing New. Kunstpalais Erlangen, Koenig Books (London), 2019.
- Stehend im Raum / Standing in Space. Kunstverein Bremerhaven, Verlag der Buchhandlung Walther und Franz König (Köln), 2023.